# دب مطاطي

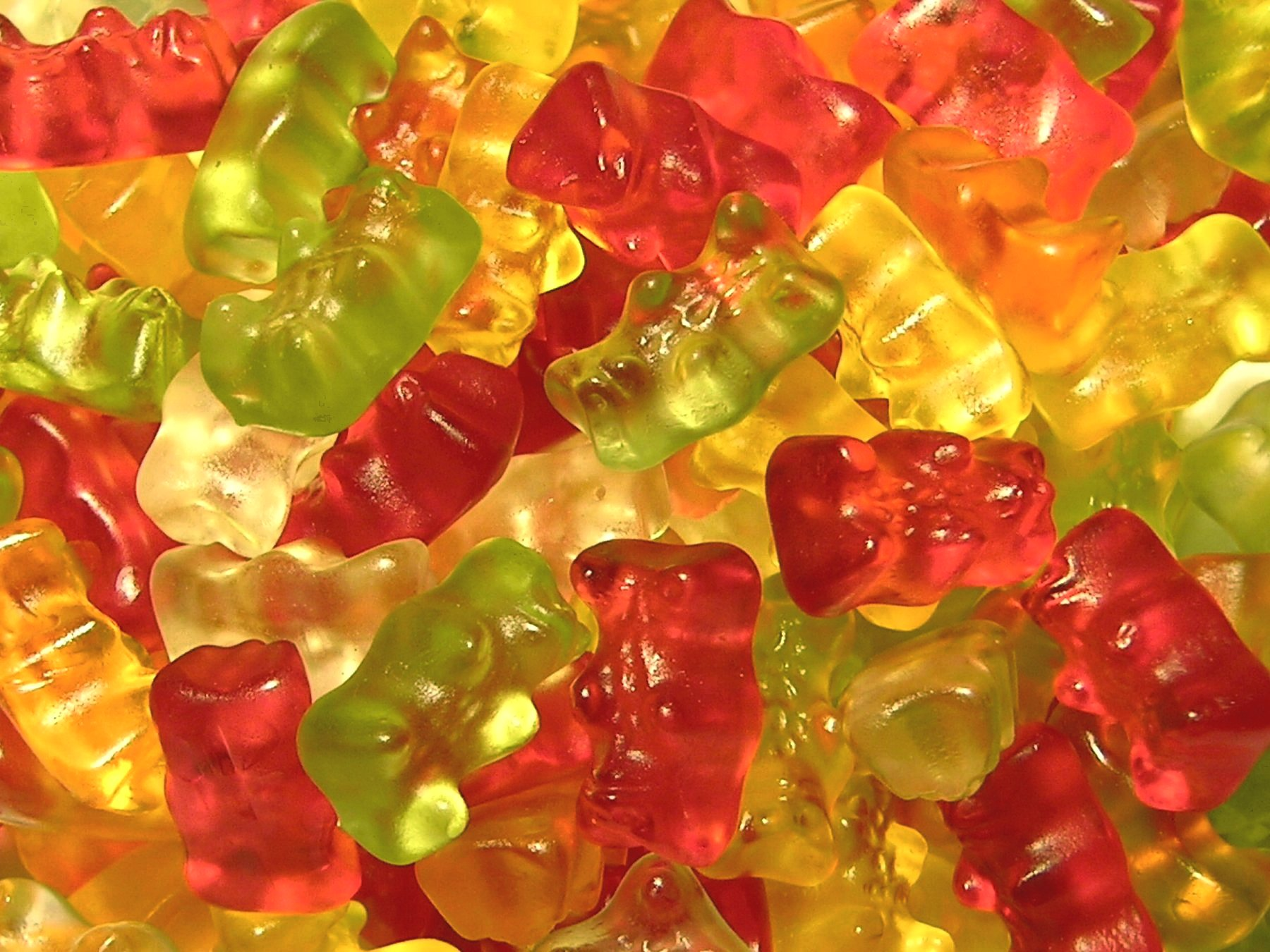
دببة مطاطية

دب مطاطي أو دببة مطاطية (بالألمانية: Gummibär، أو بصيغة الجمع: Gummibärchen) هي نوع من الحلوى المشهورة، تصنع من مادة هلامية (الجيلاتين) وتشكل على هيئة دببة صغيرة. ترجع في أصولها إلى ألمانيا، حيث تعرف شعبية كبيرة بين الأطفال. صنعتها الشركة الألمانية «هاريبو» أول مرة سنة 1922 م، ثم أنتجت الدببة الذهبية، ذات اللون الأصفر عام 1960 م. تصنع هذه الحلوى من السكر، شراب الغلوكوز، النشاء، بعض التوابل الخاصة، ومادة الجيلاتين.